# Dickey
Dickey és una població dels Estats Units a l'estat de Dakota del Nord. Segons el cens del 2000 tenia 57 habitants.

## Demografia
Segons el cens del 2000, Dickey tenia 57 habitants, 26 habitatges, i 12 famílies. La densitat de població era de 100 hab./km².
Dels 26 habitatges en un 26,9% hi vivien nens de menys de 18 anys, en un 38,5% hi vivien parelles casades, en un 3,8% dones solteres, i en un 53,8% no eren unitats familiars. En el 53,8% dels habitatges hi vivien persones soles el 30,8% de les quals corresponia a persones de 65 anys o més que vivien soles. El nombre mitjà de persones vivint en cada habitatge era de 2,19 i el nombre mitjà de persones que vivien en cada família era de 3,5.
Per edats la població es repartia de la següent manera: un 17,5% tenia menys de 18 anys, un 14% entre 18 i 24, un 21,1% entre 25 i 44, un 29,8% de 45 a 60 i un 17,5% 65 anys o més.
L'edat mediana era de 43 anys. Per cada 100 dones de 18 o més anys hi havia 104,3 homes.
La renda mediana per habitatge era de 18.500 $ i la renda mediana per família de 23.750 $. Els homes tenien una renda mediana de 28.333 $ mentre que les dones 11.250 $. La renda per capita de la població era de 10.547 $. Entorn del 50% de les famílies i el 39% de la població estaven per davall del llindar de pobresa.

## Poblacions més properes
El següent diagrama mostra les poblacions més properes.